# Asciadium
- Commons
- Wikispecies

Asciadium é um género botânico pertencente à família Apiaceae.